# Trương Lỗ

Trương Lỗ

Trương Lỗ (chữ Hán: 張魯; ?-216; bính âm: Zhang Lu), tên tự là Công Kỳ (公祺), là một thủ lĩnh quân phiệt đầu thời Tam Quốc trong lịch sử Trung Quốc. Ông làm lãnh chúa cát cứ ở vùng đất Hán Trung, phía đông Ích châu (còn gọi là Đông Xuyên) trong hơn 20 năm và cuối cùng thất bại về tay Tào Tháo. Trương Lỗ là lực lượng quân phiệt bị tiêu diệt cuối cùng trong số các quân phiệt thất bại trong cuộc chiến tranh quần hùng trước khi thời Tam Quốc chính thức hình thành. Sau khi ông mất quyền làm chủ Hán Trung, lãnh thổ Trung Quốc chỉ còn 3 thế lực: Tào Tháo, Lưu Bị và Tôn Quyền ít lâu sau chính thức lập ra 3 triều đại.

## Chiếm cứ Hán Trung
Trương Lỗ người gốc ở huyện Phong nước Bái thuộc Dự châu. Ông là con trai của Trương Hành và cháu của Trương Đạo Lăng - các thủ lĩnh giáo phái Ngũ Đấu Mễ Đạo cuối thời Đông Hán, đến ngụ cư ở Ích châu, trong đó ông nội Trương Lăng là người sáng lập ra Ngũ Đấu Mễ Đạo.
Sau khi Trương Hành mất, Trương Lỗ kế thừa ngôi vị thủ lĩnh Ngũ Đấu Mễ Đạo tại Ích châu (Tứ Xuyên hiện nay). Khi ông mới lên nắm quyền, Trương Tu (张脩) tham gia tranh chấp quyền lực.
Cùng lúc đó thiên hạ xảy ra loạn lạc, các chư hầu nổi dậy chống quyền thần Đổng Trác rồi đánh lẫn nhau, bản thân Đổng Trác thì mang triều đình Hán Hiến Đế chạy vào Trường An. Tại Ích châu, tàn quân Khăn Vàng vẫn nổi lên nhiều nơi chống triều đình. Châu mục Ích châu mới là Lưu Yên ra tay đánh dẹp, khi Ích châu tạm yên trở lại, Lưu Yên muốn dùng Trương Lỗ làm kế ly khai triều đình.
Nhân Trương Lỗ đang làm đạo trưởng Ngũ Đấu Mễ Đạo, Lưu Yên bèn sai người ra Hán Trung phong cho ông làm Đốc nghĩa tư mã, trấn thủ quận Hán Trung ở phía bắc làm vây cánh, án ngữ con đường từ trung nguyên vào Thục. Đồng thời, Lưu Yên cũng phong chức cho Trương Tu để lôi kéo chống nhà Hán.
Lưu Yên lệnh cho Trương Lỗ và Trương Tu mang quân chống lại tướng nhà Hán là Thái thú Hán Trung là Tô Cố (蘇固) và chiếm đất đai. Tuy nhiên, vì mâu thuẫn từ trước, Trương Lỗ lại ra tay giết chết Trương Tu trước, thu hết các thủ hạ. Sau đó ông đánh bại diệt Tô Cố, làm chủ cả vùng Đông Xuyên và đổi tên quận Hán Trung là quận Hán Ninh (漢寧).
Trương Lỗ đốt luôn đường sạn đạo giữa Hán Ninh và Bảo Kê, làm cho giao thông Ích châu với Trung nguyên bị cắt. Cả Lưu Yên và Trương Lỗ ly khai triều đình, Lưu Yên lại dâng thư lên triều đình tâu rằng Trương Lỗ dùng tà đạo làm phản, làm cắt con đường huyết mạch vào kinh đô nên Lưu không thể thông hiếu thường xuyên với triều đình được.
Trương Lỗ thi hành Ngũ Đấu Mễ Đạo ở Hán Ninh và bên ngoài vẫn thần phục Lưu Yên. Lưu Yên dâng biểu lên triều đình nhà Hán cử ông làm Trấn dân Trung lang tướng.
Năm 194, Lưu Yên chết, con là Lưu Chương lên thay chức Ích châu mục. Một thời gian sau, Trương Lỗ ly khai Lưu Chương. Lúc đó mẹ ông và nhiều người trong gia quyến vẫn đang ở Thành Đô, đều bị Lưu Chương sát hại. Vì vậy Hán Ninh và Thành Đô thù hằn nhau.

## Cai trị Hán Trung
Theo lời khuyên của mưu sĩ Diêm Phố, Trương Lỗ tự xưng là Sư quân (Thiên sư [Đạo sư mang Thiên mệnh] kiêm Quân trưởng [Tương đương chức Thái Úy, người đứng đầu các đội quân]). Bề ngoài, ông vẫn giữ danh hiệu Trấn dân Trung lang tướng (tương đương Thượng Thư Bộ Binh) của nhà Đông Hán và Thái thú Hán Ninh (mà Lưu Yên tiến cử). Có một số người khuyên ông xưng làm vương, nhưng Trương Lỗ nghe theo lời can của Diêm Phố, không xưng vương, tránh công khai đối đầu với triều đình.
Nhưng bên trong, ông phế bỏ huyện lệnh các huyện và các bậc quan lại khác của triều đình, chỉ thiết lập các viên chức của Đạo giáo, dùng những người này kiêm quản việc dân chính. Viên chức cao cấp nhất gọi là Trị đầu, dưới đó là Đại tế tửu và Tế tửu, dưới nữa các giáo hữu và người mới gia nhập gọi là quỷ tốt. Số lượng tín đồ phục tùng ông rất đông.
Trương Lỗ cai trị Hán Ninh với chính sách khá khoan hòa, người dân 2 lần đầu phạm tội ông vẫn tha, tới lần thứ 3 mới trị tội. Ông sai các viên Tế tửu xây dựng Nghĩa xá khắp nơi, trong đó có cơm và thịt, chiêu đãi miễn phí lữ khách qua lại. Nếu ai có bệnh, các viên Tế tửu khuyên họ tĩnh tâm xét lại mình có lỗi gì, hãy công khai thừa nhận, rồi lấy ngón tay vẽ lá bùa lên bát nước hoặc dùng bút vẽ bùa lên giấy và đốt rồi hòa vào nước cho họ uống. Ngoài ra, Trương Lỗ còn cho đắp thêm nhiều đường sá, sai những người phạm tội bỏ tiền và công sức làm đường để chuộc tội khỏi ngồi tù.
Những chính sách đó của ông khiến đời sống nhân dân quận Hán Ninh yên ổn, đủ ăn. Mọi người trong vùng gọi ông là Trấn dân Trung lang tướng hay Thái thú Hán Ninh.

## Xung đột với Lưu Chương
Từ khi ly khai Lưu Chương, Trương Lỗ và Thành Đô có nhiều lần xung đột. Lưu Chương đề bạt Bàng Nghĩa làm Thái thú quận Ba Tây, mang quân đánh dẹp các giáo hữu Ngũ đấu mễ đạo (mà Lưu Chương gọi là "Giặc gạo"). Hai bên giao tranh nhiều lần. Bàng Nghĩa tỏ ra tận tụy với Lưu Chương, nhiều lần giao tranh với quân Hán Ninh, nhưng đều bị Trương Lỗ đánh bại.
Lưu Chương thấy sức mình không thắng được Trương Lỗ, bèn cầu ngoại viện, sai sứ đi Kinh châu kết giao với Tào Tháo (đang tác chiến đánh Lưu Bị). Tuy nhiên sau đó vì việc sứ giả của Ích châu là Trương Tùng bị Tào Tháo khinh rẻ, gặp đúng lúc Tào Tháo bị thua ở trận Xích Bích, Trương Tùng bèn khuyên Lưu Chương liên minh với Lưu Bị ở Kinh châu để chống Trương Lỗ.
Cuối năm 211, Lưu Bị nhận lời vào Tây Xuyên và nhận quân, lương của Lưu Chương nhưng chỉ tiến đến ải Hà Manh thì dừng lại không tiến đánh Trương Lỗ, chỉ mưu đồ chờ thời cơ chiếm Tây Xuyên.

## Quan hệ với Mã Siêu
Năm 211, có ý kiến khuyên Tào Tháo đánh chiếm Hán Trung. Tuy nhiên cùng lúc, các thủ lĩnh vùng Quan Trung – giữa quận Hán Ninh và khu cai trị của Tào Tháo - là Mã Siêu và Hàn Toại lại nổi lên chống Tào Tháo. Tào Tháo bèn khởi đại binh đi đánh Mã Siêu.
Sau trận Đồng Quan, Tào Tháo đánh bại Mã Siêu nhưng không xâm phạm tới Hán Ninh. Mã Siêu sau thất bại ở trận Đồng Quan và trận Ký Thành, thế cô phải chạy đến Hán Ninh nương nhờ Trương Lỗ. Trương Lỗ phong Mã Siêu làm Đô Giảng Tế tửu và định gả con gái cho Mã Siêu, tuy nhiên thủ hạ của ông là Dương Bách (楊柏) khuyên ông rằng: "Một người không thương cả cha mình thì sẽ không thương người dưng".
Do đó Trương Lỗ thôi ý định gả con gái cho Mã Siêu. Mã Siêu lại bị tướng của Trương Lỗ là Dương Ngang đố kị nên có ý bất bình.
Trong khi đó Lưu Bị đã trở mặt đánh Lưu Chương. Năm 214, quân Lưu Bị áp sát tới Thành Đô. Mã Siêu liền bỏ Trương Lỗ theo hàng Lưu Bị, mang quân đánh Thành Đô của Lưu Chương buộc Lưu Chương phải đầu hàng. Thủ hạ của Mã Siêu là Bàng Đức ở lại Hán Ninh với Trương Lỗ.

## Đầu hàng Tào Tháo
Năm 214, Lưu Bị đánh chiếm Tây Xuyên khiến Tào Tháo phải tính đường đối phó. Tào Tháo dự định đánh chiếm Hán Ninh (Đông Xuyên) của Trương Lỗ, sau đó xuôi theo sông Hán Thủy xuống phía nam đánh Ích châu để trừ Lưu Bị.
Năm 215, Tào Tháo ra quân tận diệt Hàn Toại ở Kim Thành, rồi quay trở lại đánh Hán Ninh. Thấy quân Tào thế mạnh, Trương Lỗ muốn hàng nhưng em là Trương Vệ phản đối, đòi chống cự. Ông cho Trương Vệ mang vài vạn quân ra địch.
Trương Vệ ra trấn giữ ải Dương Bình, bị Tào Tháo đánh bại và giết chết. Nghe tin Trương Vệ thua trận, Trương Lỗ muốn đầu hàng. Thủ hạ là Diêm Phố khuyên ông chưa hàng ngay vì chưa giao tranh đã đầu hàng như vậy sẽ bị Tào Tháo coi thường. Theo ý kiến của Diêm Phố, Trương Lỗ nên chạy ra núi Đại Ba, dựa vào các thủ lĩnh bộ tộc là Đỗ Quán, Bốc Hồ cố thủ, tỏ ra còn có ý giao tranh, sau đó mới sai người đến chỗ Tào Tháo xin giảng hòa.
Trương Lỗ khen kế của Diêm Phố hay, bèn làm theo. Có người khuyên Trương Lỗ nên đốt kho tàng khiến quân Tào đến nơi không có gì ăn sẽ bị đói. Nhưng Trương Lỗ không nghe theo, mà khoá hết kho tàng, niêm phong lại.
Trương Lỗ mang quân chạy về huyện Ba Trung. Tây Xuyên bị uy hiếp. Hoàng Quyền khuyên Lưu Bị nên khẩn cấp điều quân ra phòng thủ 3 quận Ba Tây, Ba Thục và Ba Trung trước nguy cơ Trương Lỗ xâm nhập. Lưu Bị nghe theo, bèn sai Hoàng Quyền làm hộ quân, dẫn đầu các tướng đón đánh Trương Lỗ. Trương Lỗ phải quay về Nam Trịnh xin đầu hàng Tào Tháo.
Tào Tháo khen ngợi việc Trương Lỗ không đốt kho tàng, chấp nhận cho Trương Lỗ đầu hàng, sai sứ đi đón ông. Khi Trương Lỗ đến nơi, Tào Tháo phong làm Trấn Nam tướng quân, Lãng Trung hầu; năm con trai của Lỗ và Diêm Phố cũng được phong làm liệt hầu. Sau đó Tào Tháo còn kết thông gia với Trương Lỗ, lấy con gái Lỗ cho con trai mình. Bộ tướng cũ của Mã Siêu là Bàng Đức lúc đó theo hàng Tào Tháo.

## Qua đời
Tào Tháo chiếm được Hán Ninh, đổi lại là quận Hán Trung. Vì Hán Trung rộng lớn nên Tào Tháo chia làm 3 quận: Trung tâm vẫn gọi là Hán Trung, đặt thêm 2 quận Tân Thành và Phòng Lăng.
Không lâu sau khi đầu hàng Tào Tháo, sang năm 216, Trương Lỗ qua đời. Ông được truy tặng tước hầu. Con ông tiếp tục làm thủ lĩnh giáo phái Ngũ Đấu Mễ Đạo, đạo này sau đó nhập vào Đạo giáo gọi là Chính nhất đạo.
Sách Thái Bình quảng ký có chép lại một bài văn bia ở Nam Trịnh ca tụng Trương Lỗ:
Danh tôn thượng tướng
Ngôi cực nhân thần
Năm con mười vợ
Vinh hoa muôn phần
Một nhà trẻ nhỏ
Vương tộc bế bồng
Thông gia với đế
Phò mã phi tần

## Gia đình
- Ông: Trương Đạo Lăng
- Cha: Trương Hành (張衡)
- Em:
  - Trương Vệ
- Con
  - Trương Phú (張富) con trai
  - Trương Thịnh (張盛), con trai
  - Ba con trai và con gái khác không rõ tên

## Trong Tam Quốc diễn nghĩa
Trong tiểu thuyết Tam Quốc diễn nghĩa của La Quán Trung, nhân vật Trương Lỗ là nhân vật phụ. La Quán Trung không đề cập chi tiết cụ thể về quá trình ly khai cát cứ của Trương Lỗ cùng Lưu Yên trong thời kỳ đầu. Tại Hồi thứ 59 thì Tam quốc diễn nghĩa giới thiệu kỹ về Hán Trung của Trương Lỗ và Ngũ đấu mễ đạo như sau: 
"Trương Lỗ nguyên là người ở đất Phong nước Bái. Tổ Trương Lỗ là Trương Lăng, ẩn ở núi Hộc-minh xứ Tây Xuyên, đặt ra sách đạo để dạy dỗ người ta, ai cũng kính nể. Sau khi Lăng chết, con là Trương Hành nối giữ nghiệp ấy. Nhân dân ai đến học đạo đều phải giúp năm đấu thóc; bấy giờ gọi là "giặc gạo". Trương Hành mất, Trương Lỗ thay thế, tự xưng là "Sư quân". Học trò thì gọi là "quỷ tốt", người cầm đầu các nhóm học trò thì gọi là "tế tửu"; ai thống lĩnh nhiều người hơn, gọi là "trị đầu đại tế tửu", cốt giữ điều thật thà làm gốc, không được dối trá. Ai bị đau ốm gì, phải lập một cái đàn để cúng vái; người ốm phải ở riêng một nhà tĩnh mịch, tự xét lại lầm lỗi của mình, và thú thực cả ra, rồi mới cúng vái cho. Người coi việc cúng vái gọi là "gian lệnh tế tửu". Phép cúng thì viết tên họ người ốm, kể tình thú tội, sao ra ba bản văn gọi là "tam quan thủ thư". Một bản đặt lên trên đỉnh núi để tâu với trời; một bản chôn xuống đất để tâu với đất; một bản bỏ xuống nước để tâu với thủy quan. Khi khỏi bệnh, phải tạ lại năm đấu thóc. Lại làm ra một cái nhà gọi là "nghĩa xá", trong nhà chứa đủ cơm gạo, củi lửa, đồ ăn; ai qua lại đó cứ vào lấy mà ăn; ai ăn nhiều quá sẽ bị trời giết. Trong địa hạt ấy, ai phạm tội được khoan hồng ba lần; nếu không chừa thì mới trị tội. Ở xứ ấy không có quan cai trị, mọi việc đều do Tế tửu coi giữ. Trương Lỗ cứ như thế hùng cứ ở xứ Hán-trung đã ba mươi năm trời. Triều đình cho nơi này xa xôi, không thể đánh dẹp được, nên phải phong cho Trương Lỗ làm Trấn nam trung lang tướng, lĩnh chức thái thú ở Hán-ninh, chỉ phải hàng năm tiến cống mà thôi".
Cuộc chiến của Trương Lỗ kháng cự với Tào Tháo và quan hệ với Lưu Chương được mô tả khá kỹ. Khi Lưu Chương cầu cứu Trương Lỗ đánh Lưu Bị, Trương Lỗ sai Mã Siêu (mới về hàng) ra trận, nhưng lại nghe lời gièm pha của gian thần Dương Tùng nên gây khó dễ cho Mã Siêu, do đó Mã Siêu mới hàng Lưu Bị. Trương Lỗ cử anh em Dương Ngang và Dương Nhiệm ra chống cự Tào Tháo bị thất bại và phải đầu hàng.